# Manami Nakano
Manami Nakano (jap. 中野 真奈美, Nakano Manami; * 30. August 1986 in Hokkaido) ist eine japanische Fußballspielerin.

## Karriere

### Verein
Sie begann ihre Karriere bei Ohara Gakuen JaSRA (heute: AC Nagano Parceiro Ladies), wo sie von 2005 bis 2006 spielte. 2007 folgte dann der Wechsel zu Okayama Yunogo Belle. 2015 folgte dann der Wechsel zu Mynavi Vegalta Sendai Ladies. 2017 kehrte er nach AC Nagano Parceiro zurück.

### Nationalmannschaft
Nakano absolvierte ihr erstes Länderspiel für die japanischen Nationalmannschaft am 13. Januar 2010 gegen Dänemark. Sie wurde in den Kader der Asienspiele 2010 berufen. Insgesamt bestritt sie zwölf Länderspiele für Japan.